# Ånge kommun
62°31′N 15°39′Ø / 62.517°N 15.650°Ø
Ånge kommune ligger i det länet Västernorrlands län i landskapet Medelpad i Sverige. Kommunen har grænser til nabokommunerne Sundsvall, Nordanstig, Hudiksvall, Ljusdal, Härjedalen, Berg og Bräcke. Kommunens administraion ligger i byen Ånge.

## Geografi
Ånge kommune domineres af et kuperet skovlandskab med mange søer og moseområder Floden Ljungan løber gennem kommunen. Et af stederne som kandiderer til titlen "Sveriges geografiske midtpunkt" ligger i kommunen på bjerget Flataklocken.
Ånge er et jernbaneknudepunkt hvor Mittbanan og Norra stambanan mødes.

## Byer
Ånge kommune havde seks byer i 2005.
I tabellen vises antal indbyggere per 31. december 2005.
| #  | By          | Indbyggere |
| -- | ----------- | ---------- |
| 1. | Ånge        | 2.956      |
| 2. | Fränsta     | 1.243      |
| 3. | Ljungaverk  | 917        |
| 4. | Torpshammar | 493        |
| 5. | Alby        | 403        |
| 6. | Östavall    | 247        |

## Venskabskommuner
- Malvik, Norge
- Oravais, Finland
- Ogre, Letland
- Beng, Laos

## Eksterne kilder og henvisninger
1. ↑  Statistiska centralbyrån: Kommunarealer den 1 januar 2012
2. ↑  Statistiska centralbyrån: Folkmängd i riket, län och kommuner 30 september 2012
3. ↑  Artikel om Ånge kommune i snl.no

- Officiel hjemmeside for Ånge